# Ilan (football)
Pour les articles homonymes, voir Ilan.
Ilan Araújo Dall'Igna, ou Ilan, est un footballeur international brésilien né le 18 septembre 1980 à Curitiba. Il joue au poste d'avant-centre de 1999 à 2014 et compte trois sélections en équipe nationale brésilienne.
Il est membre de la cellule de recrutement de l'ASSE, chargé notamment de la zone Amérique du Sud.
Il est consultant dans l’émission le Late Football Club sur Canal+.

## Biographie

### Débuts au Brésil (1999-2004)
Il est de nationalité brésilienne mais il est également titulaire d'un passeport italien.
Il participe à la Coupe des confédérations en 2003 qui se déroule en France.

### Arrivée en France à Sochaux (2004-2006)
En août 2004, il signe au FC Sochaux-Montbéliard pour un peu plus de 3 millions d'euros, club où il évolue durant deux saisons, avant de rejoindre l'AS Saint-Étienne.

### Période stéphanoise (2006-2010)
L'image marquante de ses années sous le maillot vert est sans doute son but inscrit au Parc des Princes le 25 janvier 2007, alors que l'ASSE mène déjà 1-0 grâce à Damien Perquis, Ilan réalise un retourné acrobatique à la suite d'une remise de la tête de Bafé Gomis pour inscrire le but du 2-0. Le score en reste là et l'AS Saint-Étienne s'impose au Parc des Princes pour la première fois de son histoire. À la fin de la saison 2006-2007, il reçoit le trophée UNFP du plus beau but de la saison grâce à ce retourné.
Lors de la saison 2008-2009 il participe activement au maintien de l'Association sportive de Saint-Étienne en Ligue 1 grâce à 9 buts en championnat et à de bonnes prestations.
En début d'année 2010, il rompt son contrat d'un commun accord avec l'Association sportive de Saint-Étienne : son nouveau statut au sein du groupe stéphanois ne lui convenant plus, il préfère renoncer à ses 6 derniers mois de salaire.

### Bref passage à West Ham (2010)
Une dizaine de jours plus tard, il signe pour 6 mois au club anglais de West Ham.
Ses performances sont plutôt convaincante puisqu'il inscrit 4 buts en 11 rencontres et participe au maintien du club en Premier League. Malgré cela, à la fin de la saison West Ham communique une liste de joueurs considérés comme indésirables pour la saison à venir et Ilan y figure, son contrat n'est donc pas renouvelé.

### Retour manqué au Brésil (2010)
Il signe le 25 août 2010 à l'Internacional Porto Alegre pour une durée d'un an et demi. À 29 ans, Ilan rentre au pays, six années après l'avoir quitté, et rejoint ainsi le récent vainqueur de la Copa Libertadores.
Le 24 décembre 2010, le président du club brésilien, annonce la résiliation du contrat d'Ilan, qui se retrouve donc libre.

### Fin en Corse (2011-2014)
Le 28 juillet 2011, il signe un contrat d'une saison à l'AC Ajaccio accédant en Ligue 1.
Le 27 août 2011, il inscrit son premier but avec l'AC Ajaccio face à l'AJ Auxerre, match dans lequel son équipe perd 4 à 1 lors de la 4e journée de la ligue 1.
Le 13 juillet 2012 en marge du match amical entre le SC Bastia et l'AC Ajaccio, le sporting club de Bastia annonce la signature d'Ilan Araujo pour un contrat de 2 ans.
Le 18 août 2012 et le 21 janvier 2013, il inscrit deux buts contre le Stade de Reims dont un sur un superbe retourné acrobatique.

## Palmarès

### En club
- Vainqueur du Tournoi Rio-São Paulo en 2001 avec le São Paulo FC
- Champion du Brésil en 2001 avec l'Atlético Paranaense

### Distinction personnelle
- 2006-2007 : Trophée UNFP du plus beau but de l'année

## Vie privée
Ilan est le fils de William dall'Igna, ancien joueur de football professionnel et ancien entraîneur du Paraná Clube. C'est lui qui a lancé son fils dans le football professionnel. Si son père est Brésilien d'origine italienne, raison pour laquelle Ilan possède un passeport italien, sa mère est Mexicaine. En effet, son père s'est marié avec une Mexicaine alors qu'il jouait au Mexique.
Par ailleurs, son père est aussi son agent.